# 无齿冠蛭蚓
无齿冠蛭蚓（学名：Stephanodrilus anodontus）为蛭蚓科冠蛭蚓属的动物。在中国大陆，分布于辽宁等地。该物种的模式产地在辽宁宽甸。